# 뒤틀린 드람 코호몰로지
미분기하학과 대수적 위상수학과 이론물리학에서 뒤틀린 드람 코호몰로지(뒤틀린de Rham cohomology, 영어: twisted de Rham cohomology)는 홀수 차수 드람 코호몰로지류를 갖춘 매끄러운 다양체 위에 정의되는 코호몰로지이다.:§1.4 정수 등급을 갖는 (뒤틀리지 않은) 드람 코호몰로지와 달리, 뒤틀린 드람 코호몰로지의 등급은 오직 0 또는 1 밖에 없다.

## 정의
다음이 주어졌다고 하자.
- 매끄러운 다양체 {\displaystyle M}
  - 그 위에 미분 형식의 공간 {\displaystyle \Omega ^{\bullet }(M)}을 정의할 수 있다.
  - 짝수 차수 미분 형식의 공간 {\displaystyle \textstyle \Omega ^{2\mathbb {Z} }(M)=\bigoplus _{i=0}^{\infty }\Omega ^{2i}(M)}과 홀수 차수 미분 형식의 공간 {\displaystyle \textstyle \Omega ^{1+2\mathbb {Z} }(M)=\bigoplus _{i=0}^{\infty }\Omega ^{2i+1}(M)}을 정의할 수 있다.
- 매끄러운 벡터 다발 {\displaystyle E\twoheadrightarrow M}
  - 이에 따라 벡터 값 미분 형식의 공간 {\displaystyle \Omega ^{\bullet }(M;E)}을 정의할 수 있다.
- 평탄 벡터 다발 접속 {\displaystyle \nabla \colon \Gamma (E)\to \Gamma (E\otimes \mathrm {T} ^{*}M)}
  - 이에 따라 벡터 값 미분 형식의 외미분 {\displaystyle \mathrm {d} _{\nabla }\colon \Omega ^{\bullet }(M;E)\to \Omega ^{\bullet +1}(M;E)}을 정의할 수 있으며, {\displaystyle \mathrm {d} _{\nabla }\circ \mathrm {d} _{\nabla }=0}이다.
- 홀수 차수 닫힌 미분 형식 {\displaystyle H\in \Omega ^{1+2\mathbb {Z} }(M)}

그렇다면,
{\displaystyle \mathrm {d} _{\nabla }^{H}=\mathrm {d} _{\nabla }+H\wedge \colon \Omega ^{\bullet +2\mathbb {Z} }(M;E)\to \Omega ^{\bullet +1+2\mathbb {Z} }(M;E)}
을 정의할 수 있다. 이 경우
{\displaystyle \mathrm {d} _{\nabla }^{H}\circ \mathrm {d} _{\nabla }^{H}=0}
이므로, 완전열
{\displaystyle \dotsb \to \Omega ^{2\mathbb {Z} }(M;E)\,{\overset {\mathrm {d} _{\nabla }^{H}}{\to }}\,\Omega ^{1+2\mathbb {Z} }(M;E)\,{\overset {\mathrm {d} _{\nabla }^{H}}{\to }}\,\Omega ^{2\mathbb {Z} }(M;E)\,{\overset {\mathrm {d} _{\nabla }^{H}}{\to }}\,\Omega ^{1+2\mathbb {Z} }(M;E)\to \dotsb }
을 정의할 수 있다. 그 코호몰로지
{\displaystyle \operatorname {H} _{H}^{i+2\mathbb {Z} }(M;E)\qquad (i\in \{0,1\})}
를 뒤틀린 드람 코호몰로지라고 한다.

## 성질
뒤틀린 드람 코호몰로지는 사실 드람 코호몰로지류에만 의존한다. 즉, 임의의
{\displaystyle H\in \Omega ^{1+2\mathbb {Z} }(M)}
{\displaystyle B\in \Omega ^{2\mathbb {Z} }(M)}
에 대하여, 항상 표준적으로
{\displaystyle \operatorname {H} _{H}^{\bullet +2\mathbb {Z} }(M;E)\cong \operatorname {H} _{H+\mathrm {d} B}^{\bullet +2\mathbb {Z} }(M;E)}
이다.
홀수 차수 미분 형식
{\displaystyle H=\sum _{i=0}^{\infty }H_{2i+1}}
{\displaystyle H_{2i+1}\in \Omega ^{2i+1}(M)}
으로 정의된 뒤틀린 드람 코호몰로지에서, {\displaystyle H_{1}\in \Omega ^{1}(M)}은 매끄러운 벡터 다발 {\displaystyle E}의 접속으로 흡수할 수 있다. 즉, {\displaystyle E}의 벡터 다발 접속 {\displaystyle \nabla }를
{\displaystyle \mathrm {d} _{\nabla '}=\mathrm {d} _{\nabla }+H_{1}\wedge }
{\displaystyle H'=H-H_{1}}
로 재정의하면,
{\displaystyle \mathrm {d} _{\nabla '}^{H'}=\mathrm {d} _{\nabla }^{H}}
이다. 즉, 일반성을 잃지 않고 {\displaystyle H_{1}=0}로 놓을 수 있다.

### 동차성
홀수 차수 미분 형식
{\displaystyle H=\sum _{i=0}^{\infty }H_{2i+1}}
{\displaystyle H_{2i+1}\in \Omega ^{2i+1}(M)}
으로 정의된 뒤틀린 드람 코호몰로지가 주어졌다고 하자. 다음을 정의하자.
{\displaystyle H(t)=\sum _{i=1}^{\infty }t^{i}H_{2i+1}\qquad (t\in \mathbb {R} ^{\times })}
그렇다면, 다음이 성립한다.:Proposition 1.1
{\displaystyle \operatorname {H} _{H}^{i+2\mathbb {Z} }(M;E)\cong \operatorname {H} _{H}^{i+2\mathbb {Z} }(M;E)}
구체적으로,
{\displaystyle c(t)\colon \Omega ^{\bullet }(M)\to \Omega ^{\bullet }(M)}
{\displaystyle c(t)\upharpoonright \Omega ^{i}(M)=t^{\lfloor i/2\rfloor }}
를 정의하면,
{\displaystyle c(t)\circ \mathrm {d} _{\nabla }^{H}\upharpoonright \Omega ^{i+2\mathbb {Z} }(M;E)=\lambda ^{i}\mathrm {d} _{\nabla }^{H(t)}\circ c(t)}
이다.
이 변환에서, 1차 성분 {\displaystyle H_{1}}은 {\displaystyle t}에 의하여 변하지 않는다. 만약 1차 성분을 재정의할 경우 코호몰로지 차원이 바뀔 수 있다.

### 형식적 다양체
{\displaystyle H}가 3차 미분 형식이며, {\displaystyle E=M\times \mathbb {R} }가 자명한 접속을 갖는 자명한 벡터 다발인 경우를 생각하자. 이 경우, 만약 {\displaystyle M}이 형식적 공간이라면, 뒤틀린 드람 코호몰로지는 (뒤틀리지 않은) 드람 코호몰로지와 동형이다.:Theorem 1.6
{\displaystyle \operatorname {H} _{H}^{\bullet }(M;\mathbb {R} )\cong \operatorname {H} ^{\bullet }(M;\mathbb {R} )}

## 응용
끈 이론에서, 뒤틀린 드람 코호몰로지는 라몽-라몽 장의 장세기를 나타낸다. 특히, 위상 T-이중성은 서로 T-이중성으로 관련된 두 공간 사이의 뒤틀린 드람 코호몰로지의 동형을 정의한다.:§3.2 이 경우, 0 또는 1인 등급이 서로 뒤바뀌게 되는데, 이 두 등급은 각각 ⅡA 및 ⅡB형 초끈 이론에 해당한다.